# Marie-France van Helden
Pour les articles homonymes, voir Van Helden.
Marie-France van Helden, née Vivès est une patineuse de vitesse française née le 30 septembre 1959 à Cannes.

## Biographie
En 1980, elle épouse le patineur néerlandais Hans van Helden. Elle conserve notamment son titre de championne de France de patinage de vitesse en 1982 alors qu"elle est enceinte de cinq mois. Elle participe aux Jeux olympiques de 1988 ; elle termine 24e du 3 000 mètres et 27e du 500 m.